# Panaci
Panaci es una comuna ubicada en el distrito de Suceava, Rumania.

## Superficie
Posee una superficie de 137,5 kilómetros cuadrados.

## Demografía
Hasta 2021 la población era de 2036 habitantes, con una densidad de población de 14,80 habitantes por kilómetro cuadrado.